# Hans Moser (jinete)
Hans Moser (Oberdiessbach, 19 de enero de 1901-Thun, 18 de noviembre de 1974) fue un jinete suizo que compitió en la modalidad de doma. Participó en dos Juegos Olímpicos de Verano en los años 1936 y 1948, obteniendo una medalla de oro en Londres 1948 en la prueba individual.

## Palmarés internacional
| Juegos Olímpicos | Juegos Olímpicos      | Juegos Olímpicos | Juegos Olímpicos |
| Año              | Lugar                 | Medalla          | Categoría        |
| ---------------- | --------------------- | ---------------- | ---------------- |
| 1948             | Londres (Reino Unido) | Medalla de oro   | Individual       |